# Tenakee Springs
Tenakee Springs (in Tlingit: Tlaaguwu Aan) è una città degli Stati Uniti d'America situata nella Census Area di Hoonah-Angoon nella regione sud-orientale dello stato dell'Alaska.

## Geografia fisica
Tenakee Springs si trova nella parte est di Chichagof Island, sulla costa nord del Tenakee Inlet.
Tenakee dispone di una base di proprietà dello stato dell'Alaska per l'atterraggio di idrovolanti chiamata Tenakee Seaplane Base, (codice IATA "TKE"),. La base è anche equipaggiata con una elisuperficie di classe H1.

## Storia
Tenakee era un antico villaggio di pescatori Tlingit. Alla fine dell'800 venne costruita una vasca per sfruttare l'acqua calda solfurea che vi sgorgava, attirando così minatori e pescatori che vi trascorrevano l'inverno. Nel 1903 fu aperto un ufficio postale che funziona tuttora. Miglioramenti e ampliamenti alle strutture termali sono stati effettuati nel 1915, 1829 e 1940. Tra il 1916 ed il 1974 hanno operato nell'area tre conservifici per il salmone. Nel 1971 venne costituita la città con la sua amministrazione.